# Doha
Pour les articles homonymes, voir Doha (homonymie).
Doha (en arabe : الدوحة / ad-dawḥa, littéralement « rond », un mot arabe pour un golfe ou une baie,) est la capitale du Qatar. Située sur le golfe Persique, avec une corniche de 7 km, elle a, en avril 2010, une population de 796 947 habitants. Doha est la plus grande ville du Qatar, abritant, avec sa proche banlieue, plus de 80 % de la population du pays. Elle est en croissance rapide et est maintenant juxtaposée à la ville d'Al Rayyan (455 623 habitants en avril 2010), située à 9 km à l'intérieur des terres. C'est également le centre économique du pays.
Doha est aussi le siège du gouvernement du Qatar, dirigé par le cheikh Tamim ben Hamad Al Thani. Doha est le siège de l'Education City, espace consacré à la recherche et l'éducation.
L'influence croissante du Qatar dans la politique internationale a permis à la ville de Doha d'accueillir plusieurs évènements internationaux. En matière politico-diplomatique, c'est dans la ville qu'est lancée la première réunion au niveau ministériel du cycle de Doha pour le développement des négociations de l'Organisation mondiale du commerce. Elle accueille également le sommet sur le changement climatique (COP 18) du 4 au 8 décembre 2012 ainsi que la 38e session du Comité du patrimoine mondial de l'UNESCO du 15 au 25 juin 2014. Les larges ambitions qatariennes dans le milieu du sport permettent à Doha d'organiser les Jeux asiatiques de 2006 et d'accueillir plusieurs matchs de la Coupe du monde de football 2022 au Qatar.

## Histoire
La ville est fondée en 1850 sous le nom de Al-Bida'a, sur un emplacement déjà connu, petit port de pêche et de perles. Situé dans le nord-ouest de la ville contemporaine, le quartier historique de Al-Bida'a fut probablement fondé par des Soudanais ayant fui l’émirat d’Abou Dabi. Après avoir longtemps abrité les pirates qui écumaient le golfe Arabo-Persique, le petit village de Doha est détruit en 1867 lors de la guerre entre Bahreïn (soutenu par Abou Dabi) et le Qatar.
En imposant la paix en 1868, Londres place à la tête du Qatar Mahammad ibn Thani Al-Thani, cheikh de Doha. Ce dernier accepte de respecter la trêve maritime perpétuelle conclue en 1853, portant ainsi un coup significatif à la piraterie. L’Empire ottoman, souverain d’une grande partie de la péninsule arabique, maintenait de façon sporadique une garnison à Doha.
En 1916, le protectorat britannique en fait son centre administratif.
La découverte de pétrole en 1949 provoque un développement urbain peu contrôlé.
En septembre 1971, Doha devient la capitale du Qatar indépendant.

## Climat
Située sur une bordure de la péninsule arabique, Doha a un climat aride et très chaud.
La température maximale moyenne est supérieure à 38 °C (100 °F) de mai à septembre, avec un degré d'humidité variable.
Le point de rosée peut dépasser 25 °C (77 °F) en été.
Les pluies sont rares, avec une moyenne annuelle de 75 mm.
Les hivers sont doux, et la température descend rarement en dessous de 7 °C (45 °F).
Les températures estivales dépassent fréquemment 50 °C.
| Mois                              | jan. | fév. | mars | avril | mai | juin | jui. | août | sep. | oct. | nov. | déc. | année |
| --------------------------------- | ---- | ---- | ---- | ----- | --- | ---- | ---- | ---- | ---- | ---- | ---- | ---- | ----- |
| Température minimale moyenne (°C) | 14   | 17   | 19   | 24    | 28  | 32   | 34   | 34   | 29   | 24   | 23   | 17   | 24,6  |
| Température moyenne (°C)          | 17   | 19   | 22   | 27    | 33  | 36   | 39   | 39   | 34   | 27   | 25   | 19   | 28,1  |
| Température maximale moyenne (°C) | 22   | 24   | 27   | 33    | 38  | 42   | 45   | 45   | 38   | 34   | 29   | 25   | 33,5  |
| Précipitations (mm)               | 11   | 23   | 10   | 8     | 3   | 0    | 0    | 0    | 0    | 4    | 9    | 13   | 81    |

## Population
En 2005, la population de Doha, estimée à 400 000 habitants, en fait la plus forte concentration du Qatar, avec plus de 80 % de la population résidente.
| Année | Population     | Métropole |
| ----- | -------------- | --------- |
| 1986  | 217 294        |           |
| 1992  | 313 639        |           |
| 2001  | 299 300        |           |
| 2004  | 339 847        | 612 707   |
| 2005  | 400 051        |           |
| 2008  |                | 998 651   |
| 2009  | 427 000        |           |
| 2022  | 652 000 (est.) |           |

## Économie

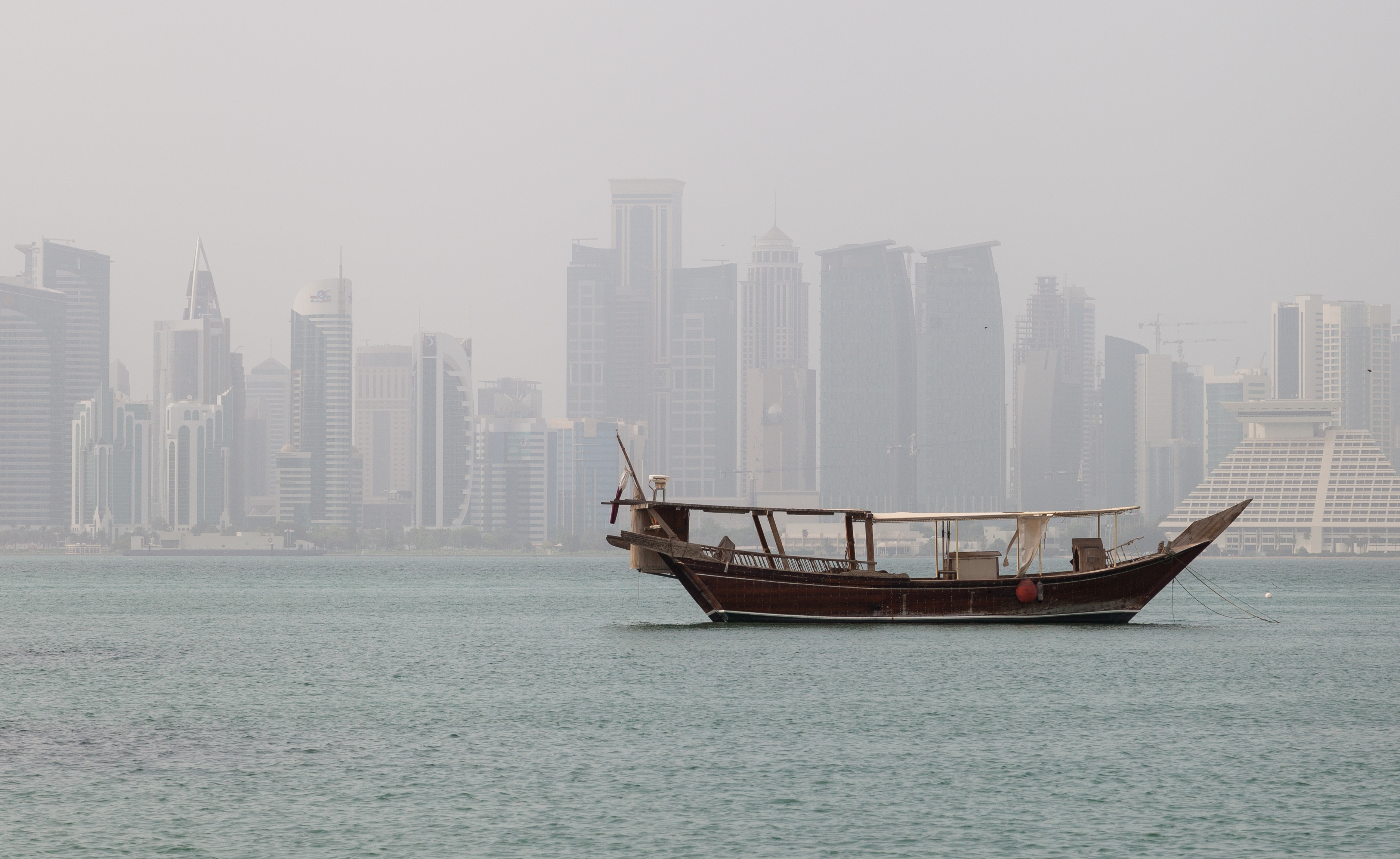
Baie de Doha.

Doha est le centre économique du Qatar. Il s'y tient les conférences ministérielles du cycle de Doha sous l'égide de l'OMC. Les industries principales sont le gaz, le pétrole et la pêche. Doha héberge un aéroport international, un port, plusieurs hôtels de renommée tels que le Four Seasons ou encore le Ritz-Carlton tous deux situés à l'ouest de la baie. Doha compte aussi des infrastructures sportives. Près de Doha se trouve la Cité de l'éducation, une zone consacrée à la recherche et à l'éducation. Au milieu de la baie, un archipel artificiel entièrement destiné au tourisme est en construction : The Pearl.
Doha a accueilli les Jeux asiatiques de 2006, qui se déroulèrent en décembre. Chaque année ont lieu l'open de tennis de Doha et l'open du Qatar de tennis de table.
Une grande partie du pétrole du Qatar et de la richesse du gaz naturel est visible à Doha, le centre économique du Qatar.
Doha héberge le siège des plus grandes compagnies pétrolières du pays et les sociétés de gaz, dont Qatar Petroleum, Qatargas et RasGas. L'économie de Doha est basée sur l'exploitation du pétrole et du gaz naturel, et le gouvernement qatarien cherche à diversifier ses revenus pour échapper à la dépendance au gaz et au pétrole. Le développement rapide de Doha est le résultat du programme de modernisation de Cheikh Hamad bin Khalifa.
Contrairement à sa voisine Dubaï, Doha ne vise pas le tourisme. La population de la ville a augmenté de plus de 30 000 habitants entre 2004 et 2006, ce qui a provoqué un boum immobilier. Depuis janvier 2007, Doha est une ville plus chère que Dubaï pour l'immobilier. Le taux de croissance explique les projets comme la ville de Lusail, en cours de construction au nord de Doha, prévu pour accueillir 200 000 personnes. Doha a déjà plus de 50 tours en construction dont 39 nouveaux hôtels, comme le JW Marriott Hotel Tower.
Le cœur du Qatar du XXIe siècle bat au parc des Sciences et Technologies de Doha. Ce pôle est un incubateur pour les entreprises et les startups internationales, que l'État finance et dont il aide à commercialiser les innovations. EADS, ExxonMobil, General Electric, Microsoft et Total font déjà partie des privilégiés.
Doha abrite aujourd'hui les locaux de la chaîne de télévision Al Jazeera.

## Transports
La principale société de transport est la société Karwa qui a vu le jour en 2005. La société a mis en place des lignes de bus et a pris en main la gestion des taxis. Avant l'arrivée de Karwa, chaque taxi travaillait pour son compte avec sa propre voiture et un permis de la baladiya (mairie), indépendamment d'une société. Avec l'arrivée de Karwa, les taxis orange sont remplacés par de nouveaux modèles de voitures plus récents : Toyota Camry et Škoda. La tarification a connu une légère augmentation. Cependant, la majorité de la population possède une voiture et n'utilise pas les transports en commun, principalement utilisés par la population immigrée venant du sous-continent indien.
Doha a récemment étendu son réseau de transport, avec de nouvelles routes, la construction d'un nouvel aéroport, et le projet de construction d'un système de métro. La croissance massive de Doha en si peu de temps aboutit en effet à la congestion sur les routes.
En mars 2012, le coût d'un déplacement en taxi (avec compteur) en centre-ville est approximativement de 20 à 30 QR. Chaque hôtel dispose de taxis indépendants à un prix un peu plus élevé mais encore raisonnable, hors événements.

### Routes
Doha dispose d'un réseau routier complet, composé principalement de doubles chaussées à deux ou trois voies, avec voies de service et grands séparateurs centraux. On a remplacé de nombreux ronds-points par des feux tricolores ou des passages inférieurs et supérieurs. De nombreuses grandes artères de la ville ont été transformées en autoroutes.
Cinq routes principales relient Doha aux villes voisines.
- l'autoroute Dukhan, à l'ouest,
- la route d'Al-Shamal, au nord,
- l'autoroute Al-Khor, connexion à Doha une ville du nord de l'Al-Khor,
- le Wakrah / Messaid Road, au sud,
- la Salwa Road; au sud, vers la frontière avec l'Arabie saoudite.

### Autoroutes
- Doha Expressway

L'autoroute de Doha, également connue sous le nom de route D-Ring, est une double chaussée à trois voies qui relie la ville sur un axe nord-sud. La route D-Ring a été convertie en autoroute entre 2006 et 2010, reliant les districts importants de Doha et le nord du Qatar. Plusieurs extensions sont prévues, vers l'aéroport international de Doha, et Al Wakrah.
L'autoroute permet aussi d'accéder à la route Al Shamal, au nord, récemment élargie à quatre voies séparées (pour un total de huit couloirs); et doit aussi relier au projet de pont de l'Amitié Qatar-Bahrain, à al-Zubarah, reliant les deux pays du Golfe comme Bahreïn et l'Arabie saoudite.
- Lusail Expressway

L'autoroute Lusail mène à la nouvelle ville de Lusail, actuellement en construction au nord de Doha, et relie le Pearl à la terre ferme, par un trajet qui longe l'ancienne route de l'Istiqlal, aujourd'hui Saint-Lusail, par une double chaussée à 4 voies.
- Dukhan Road

La route ancienne de Dukhan a été reconstruite, élargie, avec de nouveaux échangeurs, jusque dans Doha, avec passages souterrains et aériens.
- Salwa Road

Après élargissement de la route, qui mène à la frontière saoudienne, en autoroute à quatre voies avec échangeurs, il est prévu de développer les passages aériens et souterrains.
- F-Ring Road

F-Ring, la sixième rocade de Doha, reliera la Corniche, l'aéroport, l'échangeur de Ras Abu Aboud, et les nouvelles voies, dont l'E-Ring.

### Métro
Le métro de Doha est un système de transport en commun de type métro automatique destiné à desservir la ville de Doha et son agglomération. Le réseau comprend trois lignes (rouge, verte et or) et 37 stations. Le 8 mai 2019, une partie de la ligne rouge fut ouverte au public, entre les arrêts Al Qassar et Al Wakra.
Les stations entre Al Qassar et la ville nouvelle de Lusail (Katara, Legtaifiya, Qatar University et Lusail), ainsi que celle de l'aéroport international Hamad, doivent ouvrir ultérieurement ; en attendant, aucun train ne circule le week-end ni après 23 h sur la portion ouverte de la ligne rouge, afin de préparer l'ouverture du reste du réseau.
Les trois lignes se croiseront à la station de Msheireb (les lignes rouge et verte seront sur une même plateforme, tandis que la ligne jaune passera en dessous), et les lignes rouge et verte seront également en correspondance à la station d'Al Bidda (au même niveau). Ces stations sont déjà ouvertes, toutefois seuls les trains de la ligne rouge y circulent, et les accès à la ligne jaune sont encore fermés au public.
Le métro de Doha sera exploité et maintenu pendant 20 ans par RKH Qitarat, la coentreprise formée par Hamad Group (51 %) et les opérateurs de transport français Keolis et RATP Dev (49 %), pour le compte de Qatar Rail.

### Autobus
La société d'État Mowasalat exploite actuellement dans la ville de Doha un vaste réseau d'autobus, principalement utilisé par des groupes à faible revenu.
La gare routière principale se trouve dans la zone des souks du centre-ville, et donne accès à toutes les grandes villes du Qatar.

### Taxis
Mowasalat gère également la totalité des taxis du Qatar sous sa marque Karwa, avec plus d'un millier de taxis opérant dans la capitale.
Des taxis sans licence fonctionnent, beaucoup plus nombreux que les Karwa.

### Ports
Le grand port de Doha est situé juste à côté de la Corniche de Doha, donc trop près du centre-ville (trafic, pollution). Une nouvelle infrastructure portuaire est en projet, à proximité de la ville d'Al Wakra, juste au sud de l'aéroport de New Doha.

### Aéroports
L'aéroport international Hamad est le seul aéroport international du Qatar. La plaque tournante de Qatar Airways est desservie par de nombreuses autres compagnies aériennes internationales.
La base aérienne de Al Udeid, importante base aérienne de l'US Air Force, est située au sud-ouest de Doha.

## Éducation
L'éducation est une préoccupation majeure du gouvernement du Qatar[réf. nécessaire]. Outre l'Université du Qatar, créée en 1973, le gouvernement a demandé à d'autres universités d'établir des campus à Doha, notamment à l'Education City.
L'Education City est l'un des principaux projets de l'organisme sans but lucratif Fondation du Qatar pour l'éducation, la science et du développement communautaire ; qui a également lancé le World Innovation Summit pour l'éducation (WISE), un forum mondial qui réunit des acteurs de l'éducation, les leaders d'opinion et les décideurs du monde entier pour discuter des questions d'éducation. La première édition s'est tenue à Doha du 16 au 18 novembre 2009.
Un acteur clé dans le domaine de l'éducation au Qatar est le Conseil suprême de la communication et technologies de l'information ictQATAR. Grâce à son programme e-education, ictQATAR réunit la puissance de l'éducation et les TIC au Qatar.
Doha abrite également de nombreuses écoles internationales établies pour ses communautés d'expatriés, notamment l'École des hautes études commerciales de Paris au Qatar.
En 2008, s'ouvre le lycée franco-qatarien nommé Voltaire.
À Doha à siège la Qatar Charity, ONG créée en 1992 pour soutenir des actions caritatives, notamment des missions de secours aux victimes de catastrophes naturelles, ainsi que des programmes d'éducation et de santé publique.

## Personnalités liées à Doha
- Khaled ben Khalifa ben Abdelaziz Al Thani (1968-), Premier ministre du Qatar ;
- Tamim ben Hamad Al Thani, Émir du Qatar depuis 2013 ;
- Nada Arkaji (1994-), nageuse.

## Sport
Doha a organisé cinq fois la Coupe du monde des clubs de handball et une fois la Coupe intercontinentale de handball.
Doha a également accueilli des matchs du championnat du monde de handball en 2015.
En décembre 2006, Doha accueille les Jeux asiatiques, mais n'est pas retenue comme ville candidate pour les Jeux olympiques d'été de 2016 par le Comité international olympique.
De 2008 à 2010, Doha accueille, chaque année, les Masters féminins, d'une dotation totale de 4,5 millions de dollars.
Doha a aussi organisé les championnats du monde de cyclisme sur route 2016.
Le circuit international de Losail est situé à quelques kilomètres au nord de Doha.
La ville accueille également les Championnats du monde d'athlétisme 2019 du samedi 28 septembre au dimanche 6 octobre 2019.

## Monument et musée

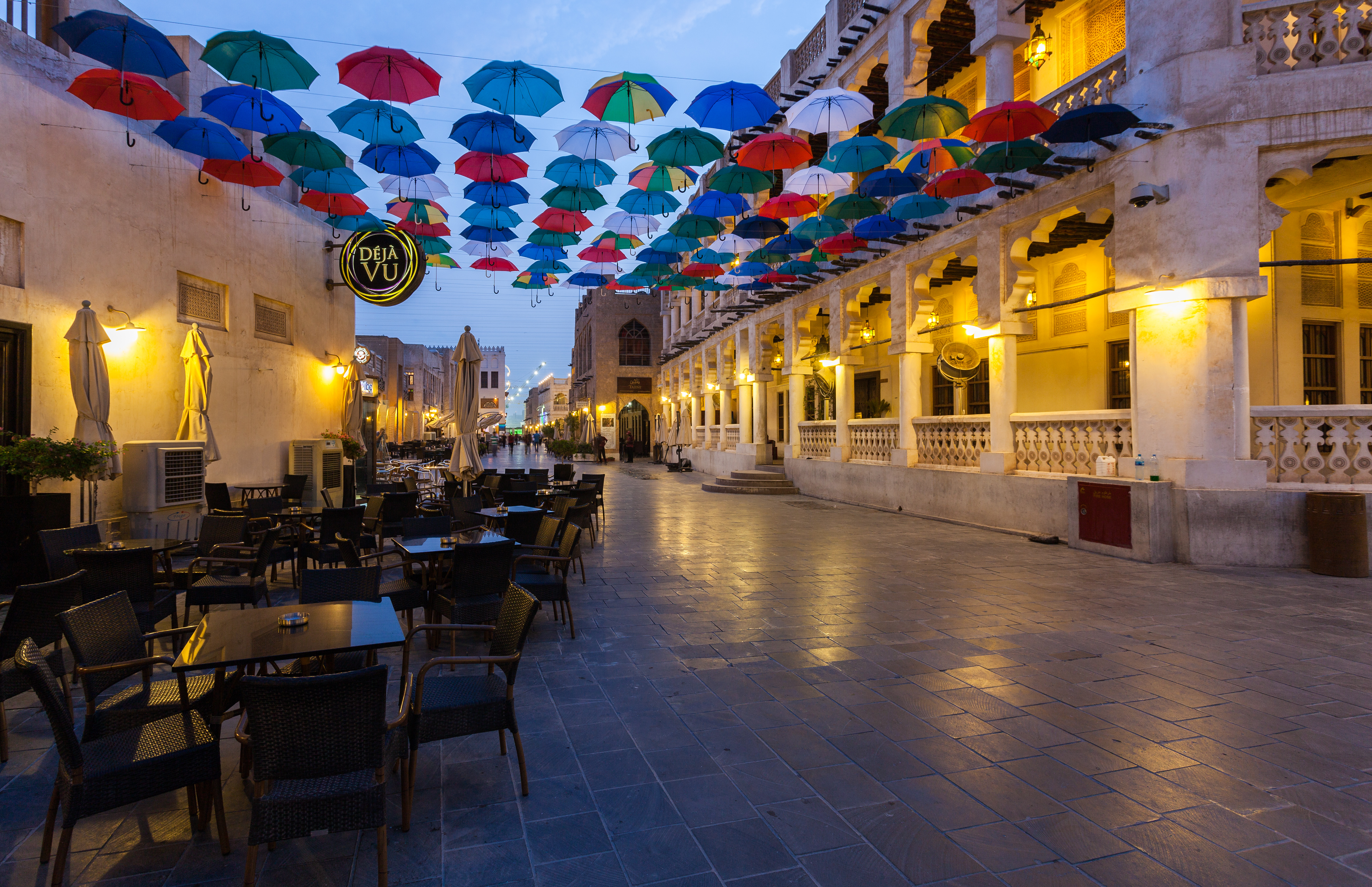
Souq Waqif, Doha

Le Musée d'art islamique de Doha a été conçu par l'architecte américain Ieoh Ming Pei (auteur de la pyramide du Louvre) et inauguré par l'émir en 2008. Il y est présenté un panorama assez complet de l'art islamique par des pièces parfois rares provenant de l'Espagne mauresque à l'Asie centrale.
Le Mathaf est le plus important musée d'art moderne présentant une collection de la région, situé au cœur de la cité universitaire.
Al Corniche : longue avenue courbe longeant la mer entre le Museum et City Centre. On peut voir ancrés dans le port d'anciens bateaux typiques en bois.
City Centre : quartier entièrement neuf de bâtiments très hauts de verre et de béton, aux formes parfois étranges, abritant des centres commerciaux et des bureaux.
Souk Watif ou « grand souk » : abordable et coloré, ce souk assez étendu est composé de ruelles étroites couvertes pour la plupart, composé magasins de tissus ou de vêtements locaux, chaussures, montres, bijouterie. L'artisanat local est principalement tourné autour de la bijouterie et des objets en bois. En son centre une avenue piétonne plus large avec des restaurants et des cafés.

## Jumelage
- Tunis (Tunisie) depuis le 18 juin 1994
- Biskra (Algérie) depuis le 18 juin 1994
- Brasilia (Brésil)
- Stratford-upon-Avon (Royaume-Uni)
- Pékin (Chine) depuis 2008
- Amman (Jordanie) depuis 1995
- Houston (États-Unis)
- Port-Louis (Maurice)